# 고현초등학교 갈화분교
고현초등학교 갈화분교는 경상남도 남해군 고현면 남서대로 3029 (갈화리)에 있었던 분교이다.

## 연혁
- 1939년 3월 1일 고현공립심상소학교 부설 갈화간이학교 설립인가
- 1944년 5월 3일 고현공립국민학교 갈화분교장 인가
- 1947년 4월 14일 갈화국민학교 개교
- 1994년 3월 1일 고현국민학교 갈화분교장
- 1996년 3월 1일 고현초등학교 갈화분교
- 1999년 9월 1일 폐교